# Listriodon
Genre
Listriodon est un genre éteint de mammifères artiodactyles de la famille des suidés ayant vécu en Europe, Afrique et Asie au Miocène. 

## Description
Listriodon présente une denture lophodonte (les couronnes de ses molaires formant des crêtes) avec des canines supérieures incurvées vers l'extérieur de la bouche, et un corps court, râblé et robuste.

## Liste des espèces
Selon Paleobiology Database (19 mars 2021) :
- † Listriodon akatidogus Wilkinson, 1976
- † Listriodon akatikubas Wilkinson, 1976
- † Listriodon bartulensis Pickford, 2001
- † Listriodon bonaerensis Ameghino, 1904
- † Listriodon jeanneli Arambourg, 1943
- † Listriodon juba Ginsburg, 1977
- † Listriodon lishanensis Lee & Wu, 1978
- † Listriodon tarijensis Ameghino, 1904

Selon BioLib (19 mars 2021) :
- † Listriodon bartulensis Pickford, 2001
- † Listriodon pentapotamiae (Falconer, 1868)
- † Listriodon retamaensis Pickford & Morales, 2003
- † Listriodon splendens von Meyer, 1846